# یواس‌اس لی (۱۷۷۶)
یواس‌اس لی (۱۷۷۶) (به انگلیسی: USS Lee (1776)) یک کشتی بود که طول آن 43' 9" بود.